# Эмметтен
Эмметтен (нем. Emmetten) — коммуна в Швейцарии, в кантоне Нидвальден.
Население составляет 1194 человека (на 31 декабря 2006 года). Официальный код — 1504.